# El violinista en el tejado (musical)
El violinista en el tejado es un musical con música de Jerry Bock, letra de Sheldon Harnick, y libreto de Joseph Stein, ambientado en la zona de asentamiento de la Rusia imperial alrededor de 1905. Está basado en Tevye y sus hijas, y otros cuentos de Sholem Aleijem. La historia se centra en Tevye, un lechero del pueblo de Anatevka, que intenta mantener su religión judía, tradiciones religiosas y culturales a medida que las influencias externas invaden la vida de su familia. Debe hacer frente a las acciones de voluntad fuerte de sus tres hijas mayores que desean casarse por amor; sus elecciones de maridos son sucesivamente menos aceptables para Tevye. Un edicto del zar finalmente expulsa a los judíos de su aldea.

## Argumento
Narra la historia de un pueblo judío asentado en Rusia a principios del siglo XX. Tevye es un lechero que tiene cinco hijas, es testigo de cómo el mundo que le rodea va cambiando y derrumbándose; su situación y la del pueblo es como la de un violinista en el tejado. Su hija mayor se niega a casarse con el marido que él le había elegido, un día llega un joven idealista llamado Perchik que congenia con Tevye. Perchik trata de difundir una idea que hará cambiar las tradiciones y la política del país. Pero a pesar de la pobreza y las circunstancias Tevye empieza a tomar las situaciones malas con sentido del humor, dejando ver su gran bondad y el amor que tiene a los suyos.

## Versiones
- 1964 Nueva York
- 1965 Israel
- 1967 Holanda
- 1967 Inglaterra
- 1968 Inglaterra
- 1968 Grabación de estudio Inglaterra
- 1968 Alemania
- 1968 Noruega
- 1969 Sudáfrica
- 1969 Austria
- 1969 Francia
- 1969 Argentina
- 1969 España
- 1970 México
- 1971 Versión cinematográfica Estados Unidos
- 1971 Turquía
- 1972 Broadway Estados Unidos
- 1976 Nueva York Estados Unidos
- 1979 Suiza
- 1981 Broadway Estados Unidos
- 1982 México
- 1986 Hungría
- 1986 Chile
- 1987 Japón
- 1989 Tour Estados Unidos
- 1990 Revival Estados Unidos
- 1993 Japón
- 1994 Tour Estados Unidos
- 1995 Inglaterra
- 1997 Austria
- 1998 Holanda
- 1998 República Checa
- 1999 Grabación de estudio Estados Unidos
- 2000 Tour Estados Unidos
- 2001 México
- 2002 Argentina
- 2004 Italia
- 2004 Revival Estados Unidos
- 2005 México
- 2006 República Checa
- 2007 Inglaterra
- 2008 España
- 2008 Estados Unidos
- 2008 Tour Inglaterra
- 2008 Israel
- 2010 Tour Estados Unidos
- 2011 Brasil
- 2012 México
- 2012 Panamá
- 2015 Revival Estados Unidos
- 2017 Japón
- 2017 Uruguay
- 2017 Países Bajos
- 2018 Argentina
- 2018 Off- Broadway Yiddish Estados Unidos
- 2019 Tour Estados Unidos
- 2022 Chile